# دژیمارا
دژیمارا (آسی: Джимарайы хох، گرجی: ჯიმარა) دومین قله و کوه بلند در ناحیه اوستیای شمالی-آلانیا‌ی روسیه با ارتفاع ۴٬۷۸۰ متر (۱۵٬۶۸۰ فوت) است که در مرز میان روسیه و گرجستان واقع شده است.
این قله در رشته‌کوه رشته‌کوه خوخ و ۹ کیلومتری غرب کوه قازبگی است.